# ورزشگاه شهید قاسم سلیمانی تبریز

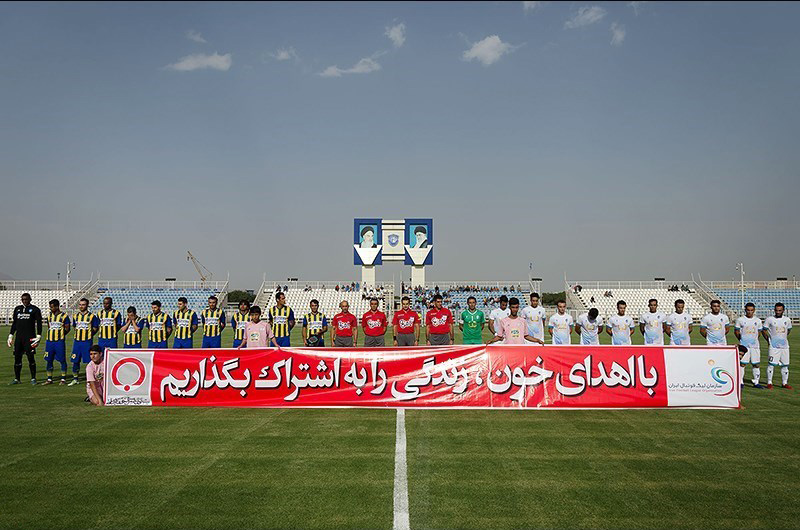
تصویر ورزشگاه سپهبد شهید قاسم سلیمانی در ابتدای بازی گس۰ترش فولاد تبر۰یز و پیکان تهران

ورزشگاه شهید سلیمانی تبریز (نام پیشین: ورزشگاه بنیان‌دیزل) نام ورزشگاه اختصاصی باشگاه فرهنگی ورزشی و اقتصادی تراکتور تبریز و باشگاه فرهنگی ورزشی واقتصادی رخش آذربایجان است. این ورزشگاه در کنار شرکت بنیان دیزل تبریز واقع در منطقه غربی تبریز ساخته شده است. گنجایش کنونی این ورزشگاه ۱۲۰۰۰ نفر است.

## تاریخچه
در اواخر سال ۱۳۸۹ عملیات احداث این ورزشگاه در مساحتی بالغ بر ۵ هکتار آغاز شد. فاز اول این مجموعه با گنجایش ۲٫۰۰۰ صندلی ویژه تماشاگران، زمین چمن جهت برگزاری مسابقات و سایر امکانات مورد نیاز بهره‌برداری رسید.
فاز دوم عملیات استانداردسازی استادیوم در روز ۲ تیر ۱۳۹۰ با بهینه‌سازی زمین چمن و اجرای سیستم زه‌کشی و آبیاری خودکار آغاز شد. افزون بر این زمین چمن شماره ۲ نیز جهت انجام تمرینات به بهره‌برداری رسید. همچنین ظرفیت صندلی‌های ورزشگاه نیز از ۲٫۰۰۰ صندلی به ۷٫۰۰۰ و در فاز سوم نیز به ۱۲٫۰۰۰ صندلی افزایش یافت.

## امکانات
طبقه همکف این مجموعه دارای دو رختکن ویژه تیم‌های میزبان و میهمان که با سرویس‌های بهداشتی و دوش حمام مجهز شده است اتاق ویژه داوران و اتاق پزشکان با تجهیزات کامل از ویژگی‌های بارز این ساختمان بشمار می‌رود.
همچنین طبقه اول شامل اتاق فرمان، مدیریت و جایگاه مخصوص میهمانان ویژه که اشراف بصری کاملی را به آنچه در زمین مسابقه می‌گذرد دارا خواهد بود و طبقه دوم این مجموعه شامل اتاق ویژه تصویر برداران، اتاق تست دوپینگ، اتاق ناظر داوری، نمازخانه، اتاق گزارشگر تلویزیونی و رادیویی، اتاق ویژه خبرنگاران و رسانه‌ها و سالن کنفرانس مطبوعاتی می‌باشد که با امکانات منحصر بفرد و طراحی زیبای خود طبقه دوم این مجموعه را به حد استانداردهای بین‌المللی نزدیک ساخته است.

### زمین چمن شماره۲
در این مجموعه علاوه بر زمین چمن شماره یک که مخصوص برگزاری مسابقات رسمی می‌باشد زمین چمن شماره ۲ جهت تمرینات شامل دو رختکن به ابعاد هر کدام ۷۵ متر مربع، سرویس‌های بهداشتی و آبخوری با فنس کشی مدرن و خزانه چمن می‌باشد.

### ساختمان VIP
ساختمان VIP این مجموعه در مساحتی به متراژ ۴۰۰ متر مربع در دو طبقه، با طراحی زیبای داخلی و نمای کامپوزیتی مطابق با آخرین متد روز و برگرفته شده از نمونه‌های استاندارد ساخته شده است.

## برنامه‌های توسعه
مسئولان باشگاه، قصد دارند با رفع ایرادات جزئی این ورزشگاه، نظیر نصب اسکوربورد و نورافکن، گواهی استادیوم درجه A را از نظر ضوابط و مقررات کنفدراسیون فوتبال آسیا برای این ورزشگاه کسب کنند.
همچنین، مدیران ماشین‌سازی قصد دارند با الگوبرداری از ورزشگاه آلیانتس آرنا، اقدام به ساخت جکوزی در رختکن‌های ورزشگاه اختصاصی خود کنند. ساخت یک هتل مجهز در نزدیکی ورزشگاه اختصاصی ماشین‌سازی نیز، از دیگر برنامه‌های مسئولان این باشگاه است.

## تغییر نام
در ۱۵ دی ۱۳۹۸ و پس از شهادت  سردار قاسم سلیمانی در جریان حمله هوایی به فرودگاه بغداد، محمدرضا زنوزی، مالک باشگاه فوتبال ماشین‌سازی تبریز، اعلام کرد نام این ورزشگاه از «بنیان‌دیزل» به «ورزشگاه شهید سلیمانی» تغییر پیدا کرد.